# Erwin Lademann
Erwin Lademann (* 13. April 1923 in Wittenberge; † 20. Februar 2015 in Crivitz) war ein deutscher Schriftsteller und Journalist in der DDR.

## Leben
Er wurde 1923 als Sohn des Arbeiters Richard Lademann in Wittenberge (Westprignitz) geboren. Auf den Besuch der Volksschule folgte eine kaufmännische Lehre, die er 1941 abschloss, und die Einberufung zur Kriegsmarine. Nach Kriegsende lebte er von 1945 bis 1950 in Bremen und betätigte sich als Arbeiter und Angestellter im Baugewerbe. In diese Zeit fielen seine ersten literarischen Versuche.
Anfang 1951 siedelte Lademann in die DDR über und arbeitete als Verkaufsstellenleiter in Wittstock/Dosse. Im Oktober 1951 wurde er vom Schriftsteller Erwin Strittmatter in die Potsdamer Arbeitsgemeinschaft Junger Autoren eingeladen, die ihm zur Publikation erster Gedichte und Kurzgeschichten verhalf. Noch im selben Jahr las er in diesem Kreis ein Kapitel aus seinem Romanentwurf über den Kampf der Bremer Hafenarbeiter. Daraus entstand 1953 sein Roman-Debüt Öffnet die Tore, der zunächst in Fortsetzungen als Vorabdruck in der Ostsee-Zeitung in Rostock erschien. Lademann arbeitete dann als Kunsterzieher im Perleberger Haus der Jungen Pioniere sowie 1953 in der Konsumgenossenschaft Perleberg und studierte zwei Jahre lang bis 1956 am Institut für Literatur „Johannes R. Becher“ in Leipzig, wo er literaturhistorische Zusammenhänge und marxistische Auslegungen erlernte.
1959 nahm Lademann als Delegierter an der ersten Bitterfelder Konferenz teil. Dem schloss sich eine mehrjährige journalistische Arbeit als Kreisredakteur der Schweriner Volkszeitung in Wittenberge an, wo er bis Frühjahr 1960 zusammen mit leitenden Funktionären vor den ansässigen Bauern für die Landwirtschaftlichen Produktionsgenossenschaften warb. Diese Tätigkeit bot ihm gleichzeitig die Gelegenheit zur Stoffansammlung für geplante Romane. Die SED nominierte ihr Parteimitglied Lademann als Abgeordneten für den Kreistag, in dem er dann als Vorsitzender der Kommission Kultur fungierte. Ab 1965 arbeitete er auch als Bezirksvorsitzender und Parteisekretär im Deutschen Schriftstellerverband in Schwerin. 1969 verpflichtete er sich als Mitglied der Kulturkommission zur Mitarbeit in der „Kooperation Plate“, einer Ausbildungsgemeinschaft von zahlreichen LPGs und Betrieben der Region.
Lademann betreute als Fernsehkritiker auch eine Rubrik namens „Mit Ihnen sah Erwin Lademann“ in der Schweriner Volkszeitung.
Er starb am 20. Februar 2015 in Crivitz.

## Stil und Rezeption
Die Bücher Lademanns wurden in der DDR als „sozialistische Nationalliteratur“ beziehungsweise als „sozialistische Heimatliteratur“ bezeichnet. Als Auslöser für seine Schreibbetätigung gab Lademann die Lektüre von Maxim Gorkis Die Mutter an. Als Vorbilder nannte er neben seinem Mentor Erwin Strittmatter wiederholt Lion Feuchtwanger, dessen „Schreibweise“ und „schöne, umfassende Sicht im historischen Geschehen“ er bewundere.
Öffnet die Tore hat den Streik der Bremer Hafenarbeiter und Schauerleute 1951 zum Thema. Bemängelt wurden an dem Roman die schwachen Figurenzeichnungen. Der eine Protagonist sei „[e]in Held der Retorte, ein ‚Schemen‘“, der andere wandele sich „ohne ständige innere Kämpfe […] über Nacht“. Dies wirke unglaubhaft. Außerdem treffe Lademann nicht die authentische Sprache der bremischen Arbeiterschaft. Aus all diesen Gründen weise das Werk eher einen Reportage-Charakter auf oder sei eine Szenen-Aneinanderreihung.
In Zwei Mädchen und ein junger Mann geht es um einen Verkaufsleiter, der diejenige Verkäuferin zu seiner Liebsten machen möchte, die sich als das größere Verkaufstalent erweist. Die Figurenzeichnung sei diesmal „lebendig und plastisch“, wenngleich auch hier Glaubwürdigkeitszweifel bezüglich des bizarren „Liebeswettbewerbs“ aufkämen. Die Sprache sei „locker und knapp, wenn auch teilweise nicht knapp genug“. Da fast ausschließlich die direkte Rede verwendet werde, fehlten dem Leser Anhaltspunkte für wichtige und weniger wichtige Passagen. Alles in allem sei es eine „heitere Erzählung“ und ein Beleg für schriftstellerische Weiterentwicklung.
Die Liebe der Haberlands behandelt einen Vater-Sohn-Konflikt im Jahr 1958, zur Zeit der Bauernenteignungen und LPG-Gründungen. Lademanns Sprachstil erfuhr einerseits Kritik: Er sei schwülstig, hieß es. Dem wurde entgegengehalten, dass die Ausdrucksweise bilderreich und volkstümlich sei. Ein Rezensent meinte, Lademann setze auf die „Sinnlichkeit der Alltagssprache“. Die Meinung der Neues-Deutschland-Rezensentin Leonore Krenzlin, die Motive für das Verhalten des jungen Protagonisten seien nicht klar herausgearbeitet, ebenso werde der LPG-Alltag nur oberflächlich geschildert, wurde überwiegend nicht geteilt. Ein Fazit lautete, die Kombination von geschildertem Dorfleben und herzlicher Sprache mache daraus ein „echtes Heimatbuch“.

## Werke

### Romane und Erzählungen
- 1953: Öffnet die Tore. Roman. Verlag Neues Leben, Berlin.
- 1954: Zwei Mädchen und ein junger Mann. Eine heitere Erzählung aus unseren Tagen. Illustriert von Gerhard Vontra, Verlag. Neues Leben, Berlin.
- 1956: Der zweite Kuß für Tanta Anna. Schutzumschlag, Einband und Illustrationen: Heinz Bormann, Verlag Neues Leben, Berlin.
- 1958: Der Anruf. Novelle. Mitteldeutscher Verlag, Halle (Saale) (= Treffpunkt heute).
- 1965: Die Liebe der Haberlands. Mitteldeutscher Verlag, Halle (Saale).
- 1970: Der Mann aus dem Süden. Roman. Mitteldeutscher Verlag, Halle (Saale).

### Zeitschriftenbeiträge
- 1953: Schlafe, Kind (Gedicht). In: Neues Deutschland, 9. August 1953, S. 4.
- 1955: Der Bau des Kulturhauses hat begonnen (Artikel) und Frühling (Gedicht). In: Unsere Heimat. Aus dem Kulturleben der Geschichte des Kreises Perleberg. Herausgegeben vom Kulturbund zur demokratischen Erneuerung Deutschlands. Kreisleitung Perleberg und Rat des Kreises, Abteilung Kultur, Heft 1, S. 12–13, 21.
- 1955: Kinderlied (Gedicht). In: Unsere Heimat. Aus dem Kulturleben der Geschichte des Kreises Perleberg. Herausgegeben vom Kulturbund zur demokratischen Erneuerung Deutschlands. Kreisleitung Perleberg und Rat des Kreises, Abteilung Kultur, Heft 2, S. 35.
- 1955: Nütze die Zeit und lerne (Gedicht) und Wittenberge gestern und heute (Artikel). In: Unsere Heimat. Aus dem Kulturleben der Geschichte des Kreises Perleberg. Herausgegeben vom Kulturbund zur demokratischen Erneuerung Deutschlands. Kreisleitung Perleberg und Rat des Kreises, Abteilung Kultur, Heft 3, S. 79, 118–121.
- 1955: Herbstlied (Gedicht). In: Unsere Heimat. Aus dem Kulturleben der Geschichte des Kreises Perleberg. Herausgegeben vom Kulturbund zur demokratischen Erneuerung Deutschlands. Kreisleitung Perleberg und Rat des Kreises, Abteilung Kultur, Heft 7, S. 217.
- 1958: Blätter aus der Geschichte des Volkes (Artikel). In: Unsere Heimat. Blätter aus der Prignitz, Heft 6, S. 161–163.
- 1961: Veritas. Der Weltmarkt steht ihr offen. In: Urania-Universum – Wissenschaft, Technik, Kultur, Sport, Unterhaltung. Urania-Verlag, Leipzig/Jena/Berlin, Band 7, S. 388–422.